# Mount Etchells
Mount Etchells är ett berg i Antarktis. Det ligger i Östantarktis. Argentina och Storbritannien gör anspråk på området. Toppen på Mount Etchells är 900 meter över havet.
Terrängen runt Mount Etchells är kuperad söderut, men norrut är den platt. Trakten är obefolkad. Det finns inga samhällen i närheten.